# توم مكنمارا (مخرج)
توم مكنمارا (بالإنجليزية: Tom McNamara)‏ هو مخرج أمريكي، ولد في 7 مايو 1886، وتوفي في 19 مايو 1964.

## وصلات خارجية
- توم مكنمارا على موقع IMDb (الإنجليزية)
- توم مكنمارا على موقع أول موفي (الإنجليزية)
- توم مكنمارا على موقع قاعدة بيانات الأفلام السويدية (السويدية)
- توم مكنمارا على موقع قاعدة بيانات الفيلم (الإنجليزية)
- توم مكنمارا على موقع كينوبويسك (الروسية)